# Министерство юстиции и полиции Швейцарии

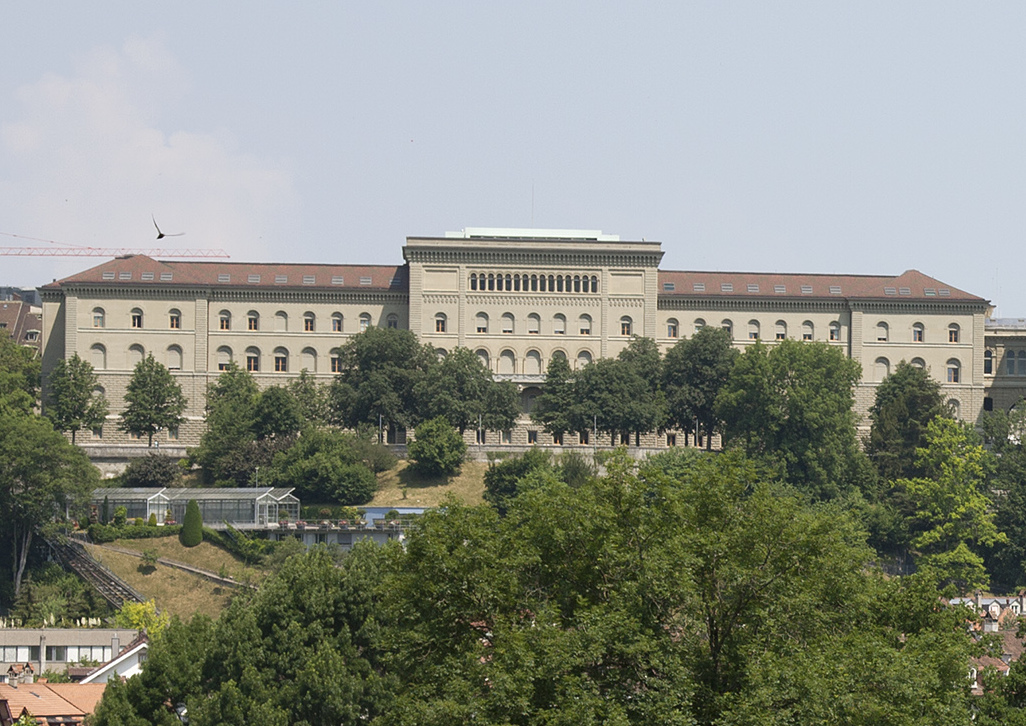
Западное крыло Федерального дворца Швейцарии

Министерство юстиции и полиции Швейцарии или Федеральный департамент юстиции и полиции (нем. Eidgenössisches Justiz- und Polizeidepartement; фр. Département fédéral de justice et police; итал. Dipartimento federale di giustizia e polizia, романш. Departament federal da giustia e polizia) является одним из семи министерств (департаментов) федерального правительства Швейцарии, возглавляемым членом Федерального совета. До 1979 года назывался Департамент юстиции и полиции. Известен также под немецкой аббревиатурой EJPD.
Департамент занимается вопросами, касающимися безопасности в стране, борьбы с преступностью и терроризмом, политического убежища, иностранцев, полицейского и судебного международного сотрудничества по надзору за казино и лотереями и соблюдению авторских прав.

## Структура
Департамент состоит из следующих подразделений:
- Генеральный секретариат.
  - Федеральная игорная комиссия.
  - Федеральная арбитражная комиссия по использованию объектов авторского права и смежных прав.
  - Служба мониторинга почтовых и телекоммуникаций.
  - Комиссия по предупреждению пыток (с 1 января 2010 года).
- Федеральное управление юстиции.
- Федеральное управление полиции[англ.].
  - Служба анализа и предупреждения.
  - Федеральная уголовная полиция.
- Федеральное ведомство по вопросам миграции.
- Федеральное бюро метрологии.

В состав департамента входят следующие независимые органы:
- Швейцарский федеральный институт интеллектуальной собственности.
- Швейцарская федеральная прокуратура.
- Швейцарский институт сравнительного права.

## Список глав департамента
| - 1848—1849: Анри Друэ - 1850—1851: Йонас Фуррер - 1852: Анри Друэ - 1853—1854: Йонас Фуррер - 1855: Якоб Штемпфли - 1856—1857: Йонас Фуррер - 1858: Йозеф Мартин Кнюзель - 1859—1861: Йонас Фуррер - 1861—1863: Якоб Дубс - 1864—1865: Йозеф Мартин Кнюзель - 1866: Якоб Дубс - 1867—1873: Йозеф Мартин Кнюзель - 1874—1875: Поль Серезоль - 1876—1880: Фридолин Андерверт - 1881: Эмиль Вельти - 1882: Луи Рюшонне - 1883: Адольф Дойхер - 1884—1893: Луи Рюшонне - 1894—1895: Эжен Руффи - 1895—1897: Эдуард Мюллер - 1897—1900: Эрнст Бреннер - 1901: Робер Контес - 1902—1907: Эрнст Бреннер - 1908: Йозеф Антон Шобингер | - 1908: Людвиг Форрер - 1909—1911: Эрнст Бреннер - 1911: Артур Хоффман - 1912: Эдуард Мюллер - 1913: Камиль Декоппе - 1914—1919: Эдуард Мюллер - 1920—1934: Генрих Хеберлин - 1934—1940: Йоханнес Бауман - 1941—1951: Эдуард фон Штейгер - 1952—1958: Маркус Фельдман - 1959: Фридрих Трауготт Вален - 1960—1971: Людвиг фон Моос - 1972—1982: Курт Фурглер - 1983—1984: Рудольф Фридрих - 1984—1989: Элизабет Копп - 1989—1999: Арнольд Коллер - 1999—2003: Рут Метцлер-Арнольд - 2004—2007: Кристоф Блохер - 2008—2010: Эвелине Видмер-Шлумпф - 2010—2018: Симонетта Соммаруга - 2019—2022: Карин Келлер-Зуттер - 2023: Элизабет Бом-Шнайдер - С 2024: Беат Янс |